# Ligue des champions féminine de la CAF 2022
Navigation
2021 2023
La Ligue des champions féminine de la CAF 2022 est la deuxième édition de la plus importante compétition inter-clubs africaine de football féminin.
Les Marocaines de l'AS FAR s'imposent en finale contre les Sud-Africaines des Mamelodi Sundowns sur le score de 4 buts à 0.

## Désignation du pays hôte
L'Afrique du Sud, dont les championnes, les Mamelodi Sundowns, sont les tenantes du titre, est le premier pays à manifester son intérêt pour accueillir la compétition, renonçant à la finale de Ligue des champions masculine. Finalement, seule la Fédération marocaine se porte candidate et décroche donc l'organisation de la compétition.

## Format
Huit clubs participent à la compétition : le champion du pays hôte, le champion en titre et les six clubs vainqueurs des tournois qualificatifs organisés par zones.
Ces huit équipes sont réparties en deux groupes de quatre équipes. Les deux premiers de chaque groupe sont qualifiés pour les demi-finales.
Un prize money est introduit pour la première fois, à hauteur de 1,55 M$, répartis comme suit :
- 400 000 $ pour le vainqueur
- 250 000 $ pour le finaliste
- 200 000 $ pour les demi-finalistes
- 150 000 $ pour les troisièmes de chaque groupe
- 100 000 $ pour les derniers de chaque groupe[4].

À titre de comparaison, le vainqueur de la compétition masculine empoche 2,5 M$.

## Qualifications

### UNAF
Le tournoi qualificatif de la zone UNAF se déroule du 14 au 20 août 2022 à Agadir au Maroc. L'AS FAR, tenant du titre zonal, est qualifié d'office en tant que représentant du pays hôte.

#### Participants
| Pays    | Club                   | Participation                                | Meilleur résultat                    |
| ------- | ---------------------- | -------------------------------------------- | ------------------------------------ |
| Algérie | Afak Relizane          | 2e                                           | 2e UNAF en 2021                      |
| Égypte  | Wadi Degla             | 1re (qualifié d'office la saison précédente) | Phase de poules continentale en 2021 |
| Tunisie | AS Banque de l'Habitat | 2e                                           | 3e UNAF en 2021                      |

#### Résultats
| Rang | Équipe        | Pts | J | G | N | P | Bp | Bc | Diff |  | Résultats     |  |     |     |
| ---- | ------------- | --- | - | - | - | - | -- | -- | ---- |  | ------------- |  | --- | --- |
| 1    | Wadi Degla    | 6   | 2 | 2 | 0 | 0 | 4  | 0  | +4   |  | Wadi Degla    |  | 2-0 | 2-0 |
| 2    | ASBH          | 3   | 2 | 1 | 0 | 1 | 3  | 3  | 0    |  | ASBH          |  |     | 3-1 |
| 3    | Afak Relizane | 0   | 2 | 0 | 0 | 2 | 1  | 5  | -4   |  | Afak Relizane |  |     |     |

#### Statistiques individuelles
|    | Joueuse                   | Club          | Buts |
| -- | ------------------------- | ------------- | ---- |
| 1. | Noha El Solh              | Wadi Degla    | 4    |
| 2. | Houria Affak              | Afak Relizane | 1    |
| 2. | Ibtissem Ben Mohamed (en) | ASBH          | 1    |
| 2. | Cheima Khezri             | ASBH          | 1    |
| 2. | Racha Riabi (en)          | ASBH          | 1    |

### UFOA zone A
Le tournoi qualificatif de la zone UFOA-A se déroule à Monrovia au Liberia du 17 au 21 août 2022. L'AS Mandé est le tenant du titre.

#### Participants
| Pays    | Club            | Participation | Meilleur résultat                                            |
| ------- | --------------- | ------------- | ------------------------------------------------------------ |
| Liberia | Determine Girls | 2e            | 3e UFOA-A en 2021                                            |
| Mali    | AS Mandé        | 2e            | Champion UFOA-A en 2021 Phase de poules continentale en 2021 |
| Sénégal | USPA            | 1re           |                                                              |

#### Résultats
| Rang | Équipe          | Pts | J | G | N | P | Bp | Bc | Diff |  | Résultats       |  |     |     |
| ---- | --------------- | --- | - | - | - | - | -- | -- | ---- |  | --------------- |  | --- | --- |
| 1    | Determine Girls | 4   | 2 | 1 | 1 | 0 | 2  | 1  | +1   |  | Determine Girls |  | 1-1 | 1-0 |
| 2    | AS Mandé        | 2   | 2 | 0 | 2 | 0 | 1  | 1  | 0    |  | AS Mandé        |  |     | 0-0 |
| 3    | USPA            | 1   | 2 | 0 | 1 | 1 | 0  | 1  | -1   |  | USPA            |  |     |     |

#### Statistiques individuelles
|    | Joueuse                | Club            | Buts |
| -- | ---------------------- | --------------- | ---- |
| 1. | Fatoumata Doumbia (en) | AS Mandé        | 1    |
| 1. | Kantie Sayee           | Determine Girls | 1    |
| 1. | Bountou Sylla          | Determine Girls | 1    |

### UFOA zone B
Le tournoi qualificatif de la zone UFOA-B se déroule du 20 août au 3 septembre 2022 à Yamoussoukro en Côte d'Ivoire.

#### Participants
| Pays          | Club                | Participation | Meilleur résultat              |
| ------------- | ------------------- | ------------- | ------------------------------ |
| Bénin         | Espoir FC           | 1re           | Demi-finaliste UFOA-B en 2021  |
| Burkina Faso  | USFA                | 2e            |                                |
| Côte d'Ivoire | Africa Sports       | 1re           |                                |
| Ghana         | Ampem Darkoa Ladies | 1re           |                                |
| Niger         | AS Police           | 2e            | Phase de poules UFOA-B en 2021 |
| Nigeria       | Bayelsa Queens      | 1re           |                                |
| Togo          | Athlèta FC de Lomé  | 1re           |                                |

#### Poule A
| Rang | Équipe        | Pts | J | G | N | P | Bp | Bc | Diff |  | Résultats     |  |     |     |
| ---- | ------------- | --- | - | - | - | - | -- | -- | ---- |  | ------------- |  | --- | --- |
| 1    | Africa Sports | 6   | 2 | 2 | 0 | 0 | 8  | 1  | +7   |  | Africa Sports |  | 3-1 | 5-0 |
| 2    | Espoir FC     | 3   | 2 | 1 | 0 | 1 | 3  | 4  | -1   |  | Espoir FC     |  |     | 2-1 |
| 3    | AS Police     | 0   | 2 | 0 | 0 | 2 | 1  | 7  | -6   |  | AS Police     |  |     |     |

#### Poule B
| Rang | Équipe             | Pts | J | G | N | P | Bp | Bc | Diff |  | Résultats          |  |     |     |     |
| ---- | ------------------ | --- | - | - | - | - | -- | -- | ---- |  | ------------------ |  | --- | --- | --- |
| 1    | Bayelsa Queens     | 7   | 3 | 2 | 1 | 0 | 8  | 1  | +7   |  | Bayelsa Queens     |  | 0-0 | 3-1 | 5-0 |
| 2    | Ampem Darkoa       | 7   | 3 | 2 | 1 | 0 | 4  | 0  | +4   |  | Ampem Darkoa       |  |     | 3-0 | 1-0 |
| 3    | USFA               | 3   | 3 | 1 | 0 | 2 | 6  | 7  | -1   |  | USFA               |  |     |     | 5-1 |
| 4    | Athlèta FC de Lomé | 0   | 3 | 0 | 0 | 3 | 1  | 11 | -10  |  | Athlèta FC de Lomé |  |     |     |     |

#### Phase finale
|  | Demi-finales     | Demi-finales   | Demi-finales   | Demi-finales   |                               |              | Finale           | Finale           | Finale           | Finale           |
|  |                  |                |                |                |                               |              |                  |                  |                  |                  |
|  | 30 août 2022     | 30 août 2022   | 30 août 2022   | 30 août 2022   |                               |              | 3 septembre 2022 | 3 septembre 2022 | 3 septembre 2022 | 3 septembre 2022 |
|  | Africa Sports    | Africa Sports  | 1 (5)          | 1 (5)          |                               |              | 3 septembre 2022 | 3 septembre 2022 | 3 septembre 2022 | 3 septembre 2022 |
|  | Africa Sports    | Africa Sports  | 1 (5)          | 1 (5)          |                               |              | 3 septembre 2022 | 3 septembre 2022 | 3 septembre 2022 | 3 septembre 2022 |
|  | Ampem Darkoa     | Ampem Darkoa   | 1 (6)          | 1 (6)          |                               |              | 3 septembre 2022 | 3 septembre 2022 | 3 septembre 2022 | 3 septembre 2022 |
|  | Ampem Darkoa     | Ampem Darkoa   | 1 (6)          | 1 (6)          | Ampem Darkoa                  | Ampem Darkoa | 0                | 0                |                  |                  |
|  | 30 août 2022     |                |                |                | Ampem Darkoa                  | Ampem Darkoa | 0                | 0                |                  |                  |
|  |                  |                | Bayelsa Queens | Bayelsa Queens | 3                             | 3            |                  |                  |                  |                  |
|  | Bayelsa Queens   | Bayelsa Queens | Bayelsa Queens | Bayelsa Queens | 3                             | 3            | 6                | 6                |                  |                  |
|  | Bayelsa Queens   | Bayelsa Queens |                |                |                               |              |                  | 6                |                  |                  |
|  | Espoir FC        | Espoir FC      | 0              | 0              |                               |              |                  |                  |                  |                  |
|  | Espoir FC        | Espoir FC      | 0              | 0              | Match pour la troisième place |              |                  |                  |                  |                  |
|  |                  |                |                |                |                               |              |                  |                  |                  |                  |
|  | 3 septembre 2022 |                |                |                |                               |              |                  |                  |                  |                  |
|  | Africa Sports    | Africa Sports  | 4              | 4              |                               |              |                  |                  |                  |                  |
|  | Africa Sports    | Africa Sports  | 4              | 4              |                               |              |                  |                  |                  |                  |
|  | Espoir FC        | Espoir FC      | 0              | 0              |                               |              |                  |                  |                  |                  |
|  | Espoir FC        | Espoir FC      | 0              | 0              |                               |              |                  |                  |                  |                  |

#### Statistiques individuelles
|     | Joueuse                | Club               | Buts |
| --- | ---------------------- | ------------------ | ---- |
| 1.  | Etim Edidiong          | Bayelsa Queens     | 6    |
| 2.  | Akebié Abrogoua        | Africa Sports      | 4    |
| 3.  | Sandrine Adjoua        | Africa Sports      | 3    |
| 3.  | Chinyere Igbomalu      | Bayelsa Queens     | 3    |
| 5.  | Espérance Agbo (en)    | Africa Sports      | 2    |
| 5.  | Miracle Joseph         | Bayelsa Queens     | 2    |
| 5.  | Mavis Owusu            | Ampem Darkoa       | 2    |
| 5.  | Flourish Sabastine     | Bayelsa Queens     | 2    |
| 5.  | Lala Traoré            | USFA               | 2    |
| 5.  | Catherine Zinsou       | Espoir FC          | 2    |
| 11. | Gladys Amfobea (en)    | Ampem Darkoa       | 1    |
| 11. | Kafayat Bashiru        | Bayelsa Queens     | 1    |
| 11. | Manou Bendoukilou      | Athlèta FC de Lomé | 1    |
| 11. | Mouniratou Compaoré    | USFA               | 1    |
| 11. | Ange Déborah           | Africa Sports      | 1    |
| 11. | Yéti Doudou            | Africa Sports      | 1    |
| 11. | Glory Edet             | Bayelsa Queens     | 1    |
| 11. | Estelle Grewa          | Africa Sports      | 1    |
| 11. | Sara Ilboudo           | USFA               | 1    |
| 11. | Falmata Mamadou        | AS Police          | 1    |
| 11. | Anjor Mary             | Bayelsa Queens     | 1    |
| 11. | Charlotte Millogo (en) | USFA               | 1    |
| 11. | Elizabeth Owusu        | Ampem Darkoa       | 1    |
| 11. | Balkissa Sawadogo      | USFA               | 1    |
| 11. | Aderami Shola          | Bayelsa Queens     | 1    |
| 11. | Merveille Zinsou       | Espoir FC          | 1    |

### UNIFFAC
Le tournoi qualificatif de la zone UNIFFAC est prévu le 20 août du 10 au 16 septembre 2022 au Cameroun. Il se déroule finalement en Guinée Équatoriale. Les Malabo Kings sont les tenantes du titre. Elles sont donc exemptées de quart de finale, et affrontent en demi-finale le meilleur perdant des quarts, repêché. Finalement, les Congolaises de l'AC Colombe ne se déplacent pas et sont éliminées sur terrain vert, qualifiant les Tchadiennes du Cecus FC et permettant aux Camerounaises de l'AS Awa d'être repêchées malgré leur défaite face au TP Mazembe

#### Participants
| Pays               | Club           | Participation | Meilleur résultat                                             |
| ------------------ | -------------- | ------------- | ------------------------------------------------------------- |
| Cameroun           | AS Awa FC      | 1re           |                                                               |
| Congo              | AC Colombe     | 1re           |                                                               |
| RD Congo           | TP Mazembe     | 1re           |                                                               |
| Guinée équatoriale | Malabo Kings T | 2e            | Champion UNIFFAC en 2021 4e de la Ligue des champions en 2021 |
| Tchad              | CECUS FC       | 1re           |                                                               |

#### Résultats
|  | Quarts de finale  | Quarts de finale  | Quarts de finale  | Quarts de finale  |            |            | Demi-finales      | Demi-finales      | Demi-finales      | Demi-finales      |  |  | Finale            | Finale            | Finale            | Finale            |
|  |                   |                   |                   |                   |            |            |                   |                   |                   |                   |  |  |                   |                   |                   |                   |
|  | 10 septembre 2022 | 10 septembre 2022 | 10 septembre 2022 | 10 septembre 2022 |            |            | 13 septembre 2022 | 13 septembre 2022 | 13 septembre 2022 | 13 septembre 2022 |  |  | 16 septembre 2022 | 16 septembre 2022 | 16 septembre 2022 | 16 septembre 2022 |
|  | 10 septembre 2022 | 10 septembre 2022 | 10 septembre 2022 | 10 septembre 2022 |            |            | 13 septembre 2022 | 13 septembre 2022 | 13 septembre 2022 | 13 septembre 2022 |  |  | 16 septembre 2022 | 16 septembre 2022 | 16 septembre 2022 | 16 septembre 2022 |
|  | CECUS FC          | CECUS FC          | 3f                | 3f                |            |            | 13 septembre 2022 | 13 septembre 2022 | 13 septembre 2022 | 13 septembre 2022 |  |  | 16 septembre 2022 | 16 septembre 2022 | 16 septembre 2022 | 16 septembre 2022 |
|  | CECUS FC          | CECUS FC          | 3f                | 3f                |            |            | 13 septembre 2022 | 13 septembre 2022 | 13 septembre 2022 | 13 septembre 2022 |  |  | 16 septembre 2022 | 16 septembre 2022 | 16 septembre 2022 | 16 septembre 2022 |
|  | AC Colombe        | AC Colombe        | 0                 | 0                 |            |            | 13 septembre 2022 | 13 septembre 2022 | 13 septembre 2022 | 13 septembre 2022 |  |  | 16 septembre 2022 | 16 septembre 2022 | 16 septembre 2022 | 16 septembre 2022 |
|  | AC Colombe        | AC Colombe        | 0                 | 0                 | CECUS FC   | CECUS FC   | 0                 | 0                 |                   |                   |  |  | 16 septembre 2022 | 16 septembre 2022 | 16 septembre 2022 | 16 septembre 2022 |
|  | 10 septembre 2022 |                   |                   |                   | CECUS FC   | CECUS FC   | 0                 | 0                 |                   |                   |  |  | 16 septembre 2022 | 16 septembre 2022 | 16 septembre 2022 | 16 septembre 2022 |
|  |                   |                   | TP Mazembe        | TP Mazembe        | 4          | 4          |                   |                   |                   |                   |  |  | 16 septembre 2022 | 16 septembre 2022 | 16 septembre 2022 | 16 septembre 2022 |
|  | AS Awa FC         | AS Awa FC         | TP Mazembe        | TP Mazembe        | 4          | 4          | 0                 | 0                 |                   |                   |  |  | 16 septembre 2022 | 16 septembre 2022 | 16 septembre 2022 | 16 septembre 2022 |
|  | AS Awa FC         | AS Awa FC         | 13 septembre 2022 |                   |            |            | 0                 | 0                 |                   |                   |  |  | 16 septembre 2022 | 16 septembre 2022 | 16 septembre 2022 | 16 septembre 2022 |
|  | TP Mazembe        | TP Mazembe        | 1                 | 1                 |            |            |                   |                   |                   |                   |  |  | 16 septembre 2022 | 16 septembre 2022 | 16 septembre 2022 | 16 septembre 2022 |
|  | TP Mazembe        | TP Mazembe        | 1                 | 1                 | TP Mazembe | TP Mazembe | 2                 | 2                 |                   |                   |  |  |                   |                   |                   |                   |
|  |                   |                   |                   |                   | TP Mazembe | TP Mazembe | 2                 | 2                 |                   |                   |  |  |                   |                   |                   |                   |
|  |                   |                   | AS Awa FC         | AS Awa FC         | 1          | 1          |                   |                   |                   |                   |  |  |                   |                   |                   |                   |
|  |                   |                   |                   |                   | 1          | 1          |                   |                   |                   |                   |  |  |                   |                   |                   |                   |
|  |                   |                   |                   |                   |            |            |                   |                   |                   |                   |  |  |                   |                   |                   |                   |
|  |                   |                   |                   |                   |            |            |                   |                   |                   |                   |  |  |                   |                   |                   |                   |
|  | Malabo Kings      | Malabo Kings      | 0                 | 0                 |            |            |                   |                   |                   |                   |  |  |                   |                   |                   |                   |
|  | Malabo Kings      | Malabo Kings      | 0                 | 0                 |            |            |                   |                   |                   |                   |  |  |                   |                   |                   |                   |
|  |                   |                   | AS Awa FC         | AS Awa FC         | 3          | 3          |                   |                   |                   |                   |  |  |                   |                   |                   |                   |
|  |                   |                   |                   |                   | 3          | 3          |                   |                   |                   |                   |  |  |                   |                   |                   |                   |
|  |                   |                   |                   |                   |            |            |                   |                   |                   |                   |  |  |                   |                   |                   |                   |
|  |                   |                   |                   |                   |            |            |                   |                   |                   |                   |  |  |                   |                   |                   |                   |
|  |                   |                   |                   |                   |            |            |                   |                   |                   |                   |  |  |                   |                   |                   |                   |
|  |                   |                   |                   |                   |            |            |                   |                   |                   |                   |  |  |                   |                   |                   |                   |

( ) = Tirs au but; ap = Après prolongation; e = Victoire aux buts marqués à l'extérieur; f = Victoire par forfait

#### Statistiques individuelles
|    | Joueuse                | Club       | Buts |
| -- | ---------------------- | ---------- | ---- |
| 1. | Merveille Kanjinga     | TP Mazembe | 4    |
| 2. | Justine Onderumbu      | TP Mazembe | 2    |
| 3. | Esther Dikisha Bushiri | TP Mazembe | 1    |
| 3. | Felicia Enganemben     | AS Awa     | 1    |
| 3. | Jeanne Kouesso         | AS Awa     | 1    |
| 3. | Farida Machia          | AS Awa     | 1    |
| 3. | Brenda Tabe            | AS Awa     | 1    |

### CECAFA
Le tournoi qualificatif de la zone CECAFA se déroule du 14 au 27 août 2022 à Dar es Salam en Tanzanie. Les Vihiga Queens, tenantes du titre, ne peuvent pas défendre leur couronne à cause de la suspension de la Fédération du Kenya.
En demi-finales, les Simba Queens dominent largement l'AS Kigali (5-1), tandis que She Corporate renverse le CBE FC (2-1). Les Simba Queens remportent finalement le tournoi à domicile, après avoir battu en finale les Ougandaises de She Corporate grâce à un penalty de la Kenyane Corazone (1-0). Cette dernière est nommée meilleure joueuse du tournoi, tandis que l'Éthiopienne du CBE FC Loza Abera termine meilleure buteuse avec 11 réalisations. Gelwa Yona, la Tanzanienne des Simba Queens, est nommée meilleure gardienne, et l'AS Kigali remporte le prix du fair-play.

#### Participants
| Pays          | Club                        | Participation | Meilleur résultat                                            |
| ------------- | --------------------------- | ------------- | ------------------------------------------------------------ |
| Burundi       | PF Fofila                   | 1re           |                                                              |
| Djibouti      | Garde Républicaine FC       | 1re           |                                                              |
| Éthiopie      | Commercial Bank of Ethiopia | 2e            | Finaliste CECAFA en 2021                                     |
| Kenya         | Vihiga Queens               |               | Champion CECAFA en 2021 Phase de poules continentale en 2021 |
| Ouganda       | She Corporate               | 1re           |                                                              |
| Rwanda        | AS Kigali                   | 1re           |                                                              |
| Soudan du Sud | Yei Joint Stars FC          | 2e            | Phase de poules CECAFA en 2021                               |
| Tanzanie      | Simba Queens                | 2e            | 4e CECAFA en 2021                                            |
| Zanzibar      | Warrior Queens              | 1re           |                                                              |

#### Poule A
| Rang | Équipe         | Pts | J | G | N | P | Bp | Bc | Diff |  | Résultats      |  |     |     |     |
| ---- | -------------- | --- | - | - | - | - | -- | -- | ---- |  | -------------- |  | --- | --- | --- |
| 1    | CBE FC         | 9   | 3 | 3 | 0 | 0 | 16 | 1  | +15  |  | CBE FC         |  | 2-0 | 5-1 | 9-0 |
| 2    | AS Kigali      | 6   | 3 | 2 | 0 | 1 | 5  | 3  | +2   |  | AS Kigali      |  |     | 2-1 | 3-0 |
| 3    | PF Fofila      | 3   | 3 | 1 | 0 | 2 | 5  | 7  | -2   |  | PF Fofila      |  |     |     | 3-0 |
| 4    | Warrior Queens | 0   | 3 | 0 | 0 | 3 | 0  | 15 | -15  |  | Warrior Queens |  |     |     |     |

#### Poule B
| Rang | Équipe                | Pts | J | G | N | P | Bp | Bc | Diff |  | Résultats             |  |     |     |     |
| ---- | --------------------- | --- | - | - | - | - | -- | -- | ---- |  | --------------------- |  | --- | --- | --- |
| 1    | Simba Queens          | 9   | 3 | 3 | 0 | 0 | 12 | 0  | +12  |  | Simba Queens          |  | 2-0 | 4-0 | 6-0 |
| 2    | She Corporate         | 6   | 3 | 2 | 0 | 1 | 14 | 2  | +12  |  | She Corporate         |  |     | 6-0 | 8-0 |
| 3    | Yei Joint Stars       | 3   | 3 | 1 | 0 | 2 | 6  | 10 | -4   |  | Yei Joint Stars       |  |     |     | 6-0 |
| 4    | Garde Républicaine FC | 0   | 3 | 0 | 0 | 3 | 0  | 20 | -20  |  | Garde Républicaine FC |  |     |     |     |

#### Phase finale
|  | Demi-finales  | Demi-finales  | Demi-finales | Demi-finales |                               |               | Finale       | Finale       | Finale       | Finale       |
|  |               |               |              |              |                               |               |              |              |              |              |
|  | 24 août 2022  | 24 août 2022  | 24 août 2022 | 24 août 2022 |                               |               | 27 août 2022 | 27 août 2022 | 27 août 2022 | 27 août 2022 |
|  | CBE FC        | CBE FC        | 1            | 1            |                               |               | 27 août 2022 | 27 août 2022 | 27 août 2022 | 27 août 2022 |
|  | CBE FC        | CBE FC        | 1            | 1            |                               |               | 27 août 2022 | 27 août 2022 | 27 août 2022 | 27 août 2022 |
|  | She Corporate | She Corporate | 2            | 2            |                               |               | 27 août 2022 | 27 août 2022 | 27 août 2022 | 27 août 2022 |
|  | She Corporate | She Corporate | 2            | 2            | She Corporate                 | She Corporate | 0            | 0            |              |              |
|  | 24 août 2022  |               |              |              | She Corporate                 | She Corporate | 0            | 0            |              |              |
|  |               |               | Simba Queens | Simba Queens | 1                             | 1             |              |              |              |              |
|  | Simba Queens  | Simba Queens  | Simba Queens | Simba Queens | 1                             | 1             | 5            | 5            |              |              |
|  | Simba Queens  | Simba Queens  |              |              |                               |               |              | 5            |              |              |
|  | AS Kigali     | AS Kigali     | 1            | 1            |                               |               |              |              |              |              |
|  | AS Kigali     | AS Kigali     | 1            | 1            | Match pour la troisième place |               |              |              |              |              |
|  |               |               |              |              |                               |               |              |              |              |              |
|  | 27 août 2022  |               |              |              |                               |               |              |              |              |              |
|  | CBE FC        | CBE FC        | 3            | 3            |                               |               |              |              |              |              |
|  | CBE FC        | CBE FC        | 3            | 3            |                               |               |              |              |              |              |
|  | AS Kigali     | AS Kigali     | 1            | 1            |                               |               |              |              |              |              |
|  | AS Kigali     | AS Kigali     | 1            | 1            |                               |               |              |              |              |              |

#### Statistiques individuelles
|     | Joueuse               | Club            | Buts |
| --- | --------------------- | --------------- | ---- |
| 1.  | Loza Abera            | CBE FC          | 11   |
| 2.  | Medina Awol           | CBE FC          | 6    |
| 2.  | Phiona Nabbumba (en)  | She Corporate   | 6    |
| 4.  | Vivian Corazone (en)  | Simba Queens    | 5    |
| 4.  | Zawadi Usanase        | AS Kigali       | 5    |
| 6.  | Deborah Alworonga     | Yei Joint Stars | 4    |
| 6.  | Favour Nambatya       | She Corporate   | 4    |
| 8.  | Philomena Abakah      | Simba Queens    | 2    |
| 8.  | Joanita Ainembabazi   | She Corporate   | 2    |
| 8.  | Olaiya Barakat        | Simba Queens    | 2    |
| 8.  | Opah Clement          | Simba Queens    | 2    |
| 8.  | Asha Djafari (en)     | Simba Queens    | 2    |
| 8.  | Charlotte Irankunda   | PF Fofila       | 2    |
| 8.  | Mariam Luiz           | Yei Joint Stars | 2    |
| 8.  | Anita Namata          | She Corporate   | 2    |
| 8.  | Fallone Pambani       | Simba Queens    | 2    |
| 17. | Joëlle Bukuru (en)    | Simba Queens    | 1    |
| 17. | Aisha Juma            | Simba Queens    | 1    |
| 17. | Fatuma Kankindi       | PF Fofila       | 1    |
| 17. | Diana Mnally          | Simba Queens    | 1    |
| 17. | Msimbe                | PF Fofila       | 1    |
| 17. | Hasabe Muso           | CBE FC          | 1    |
| 17. | Angélique Mukeshimana | AS Kigali       | 1    |
| 17. | Jackline Nakasi       | She Corporate   | 1    |
| 17. | Margret Namirimu      | She Corporate   | 1    |
| 17. | Nardos                | CBE FC          | 1    |
| 17. | Sakina Saidi          | PF Fofila       | 1    |
| 17. | Aregash Tadesse       | CBE FC          | 1    |

### COSAFA
Le tournoi qualificatif de la zone COSAFA se déroule du 7 au 13 août 2022 au Sugar Ray Xulu Stadium de Durban en Afrique du Sud. Le tournoi est conçu comme une compétition à part entière sous le nom de Ligue des champions féminine du COSAFA. Les Mamelodi Sundowns sont les tenantes du titre, et sont d'ores et déjà qualifiées pour le tournoi final, mais disputent malgré tout la compétition régionale. La meilleure des autres équipes sera donc également qualifiée pour la phase finale. Finalistes l'année précédente, les Black Rhinos Queens ne peuvent pas participer à cause de la suspension de la fédération zimbabwéenne.
Les Green Buffaloes rejoignent la finale après deux larges victoires, où elles retrouvent les Sundowns, qualifiés malgré leur match nul face au Double Action. Bien que les deux équipes soient déjà qualifiées pour la phase continentale, cette finale est la revanche de la demi-finale de la saison 2021, où les Sud-Africaines avaient dominé les Zambiennes 1-0. Finalement, les Green Buffaloes l'emportent aux tirs au but (0-0, 6-5) et décrochent le titre.
La Sud-Africaine des Sundowns Melinda Kgadiete est élue meilleure joueuse de la compétition et la Zambienne des Green Buffaloes Aisha Mbwana meilleure gardienne, tandis que sa coéquipière et compatriote Ireen Lungu repart avec le soulier d'or grâce à ses 5 buts inscrits. Le Double Action remporte le prix du fair-play.
| Pays           | Club                 | Participation | Meilleur résultat                                  |
| -------------- | -------------------- | ------------- | -------------------------------------------------- |
| Afrique du Sud | Mamelodi Sundowns T  | 2e            | Champion COSAFA en 2021 Champion d'Afrique en 2021 |
| Botswana       | Double Action Ladies | 2e            | Demi-finaliste COSAFA en 2021                      |
| Comores        | Olympic de Moroni    | 1re           |                                                    |
| Eswatini       | Young Buffaloes      | 1re           |                                                    |
| Mozambique     | Costa do Sol         | 1re           |                                                    |
| Zambie         | Green Buffaloes      | 2e            | Demi-finaliste COSAFA en 2021                      |
| Zimbabwe       | Black Rhinos Queens  |               | Finaliste COSAFA en 2021                           |

#### Poule A
| Rang | Équipe            | Pts | J | G | N | P | Bp | Bc | Diff |  | Résultats         |  |     |     |
| ---- | ----------------- | --- | - | - | - | - | -- | -- | ---- |  | ----------------- |  | --- | --- |
| 1    | Mamelodi Sundowns | 4   | 2 | 1 | 1 | 0 | 9  | 2  | +7   |  | Mamelodi Sundowns |  | 1-1 | 8-1 |
| 2    | Double Action     | 4   | 2 | 1 | 1 | 0 | 3  | 1  | +2   |  | Double Action     |  |     | 2-0 |
| 3    | Costa do Sol      | 0   | 2 | 0 | 0 | 2 | 1  | 10 | -9   |  | Costa do Sol      |  |     |     |

#### Poule B
| Rang | Équipe            | Pts | J | G | N | P | Bp | Bc | Diff |  | Résultats         |  |     |     |
| ---- | ----------------- | --- | - | - | - | - | -- | -- | ---- |  | ----------------- |  | --- | --- |
| 1    | Green Buffaloes   | 6   | 2 | 2 | 0 | 0 | 8  | 0  | +8   |  | Green Buffaloes   |  | 4-0 | 4-0 |
| 2    | Olympic de Moroni | 3   | 2 | 1 | 0 | 1 | 1  | 4  | -3   |  | Olympic de Moroni |  |     | 1-0 |
| 3    | Young Buffaloes   | 0   | 2 | 0 | 0 | 2 | 0  | 5  | -5   |  | Young Buffaloes   |  |     |     |

#### Match pour la3eplace
| Match pour la 3e place | Double Action                                | 3 – 0   | Olympic de Moroni |  |  |
| 13 août 2022           | Rathari 25e 68e (pen.) · Hadhirami 80e (csc) | (1 – 0) |                   |  |  |

#### Finale
| Finale       | Mamelodi Sundowns | 0 – 0                 | Green Buffaloes |  |  |
| 13 août 2022 |                   | (0 – 0, 0 – 0, 0 – 0) |                 |  |  |
| 13 août 2022 | Rapport           |                       |                 |  |  |
| 13 août 2022 | Tirs au but 5 – 6 |                       |                 |  |  |

#### Statistiques individuelles
|    | Joueuse                   | Club              | Buts |
| -- | ------------------------- | ----------------- | ---- |
| 1. | Ireen Lungu               | Green Buffaloes   | 5    |
| 2. | Melinda Kgadiete          | Mamelodi Sundowns | 3    |
| 3. | Andisiwe Mgcoyi           | Mamelodi Sundowns | 2    |
| 3. | Obonetse Rathari          | Double Action     | 2    |
| 5. | Anlaouia Hadhirami Ali    | Olympic de Moroni | 1    |
| 5. | Hellen Chanda (en)        | Green Buffaloes   | 1    |
| 5. | Balotlhanyi Johannes (en) | Double Action     | 1    |
| 5. | Miche Minnies             | Mamelodi Sundowns | 1    |
| 5. | Rhoda Mulaudzi (en)       | Mamelodi Sundowns | 1    |
| 5. | Anita Mulenga (en)        | Green Buffaloes   | 1    |
| 5. | Natasha Nanyangwe         | Green Buffaloes   | 1    |
| 5. | Zanele Nhlapo             | Mamelodi Sundowns | 1    |
| 5. | Ninika (en)               | Costa do Sol      | 1    |
| 5. | Gaonyadiwe Ontlametse     | Double Action     | 1    |

## Phase finale
Le tirage au sort des poules se déroule le 9 septembre 2022.
La phase finale se déroule du 30 octobre au 13 novembre 2022.

### Participants
| Zone    | Pays           | Club                | Participation | Meilleur résultat        |
| ------- | -------------- | ------------------- | ------------- | ------------------------ |
| UNAF    | Maroc          | AS FAR H            | 2e            | 3e en 2021               |
| UNAF    | Égypte         | Wadi Degla SC       | 2e            | Phase de groupes en 2021 |
| UFOA A  | Liberia        | Determine Girls     | 1re           |                          |
| UFOA B  | Nigéria        | Bayelsa Queens      | 1re           |                          |
| UNIFFAC | RD Congo       | TP Mazembe          | 1re           |                          |
| CECAFA  | Tanzanie       | Simba Queens        | 1re           |                          |
| COSAFA  | Afrique du Sud | Mamelodi Sundowns T | 2e            | Champion en 2021         |
| COSAFA  | Zambie         | Green Buffaloes     | 1re           |                          |

### Déroulement
Le match d'ouverture oppose les Green Buffaloes aux Determine Girls. Ces dernières sont écrasées par les Zambiennes 4-0. Les locales de l'AS FAR dominent ensuite les Simba Queens sur la plus petite des marges, grâce à un but d'Ibtissam Jraidi. Les Marocaines dominent ensuite les Green Buffaloes 2-1, avec un doublé de Fatima Tagnaout, et se qualifient pour les demi-finales dès la deuxième journée. Les Simba Queens attendent la dernière journée pour rejoindre le dernier carré après avoir battu les Green Buffaloes 2-0. De son côté, l'AS FAR s'impose sur le même score face aux Determine Girls, avec notamment un but de Oumaima Harcouch, qui devient la plus jeune buteuse de l'histoire de la compétition, deux jours avant ses 18 ans.
Dans la poule B, le TP Mazembe réussit son entrée en ouvrant le score dès la 7e minute face à Wadi Degla, puis en gérant son avance pour s'imposer 1-0. Les Égyptiennes s'inclinent ensuite très largement face aux Mamelodi Sundowns (5-0). Les Bayelsa Queens, qui avaient aussi été battues par les Sud-Africaines, se relancent de leur côté en dominant le TP Mazembe 2-0. Lors de la dernière journée, les Nigérianes dominent facilement Wadi Degla (3-0). Cette victoire, combinée à la défaite de Mazembe contre les Sundowns, propulse les Bayelsa Queens en demi-finale. Wadi Degla quitte la compétition sans avoir inscrit un seul but.
En demi-finale, l'AS FAR affronte les Bayelsa Queens. Les Nigérianes s'offrent les premières occasions franches, mais les Marocaines ouvrent le score à la 27e minute grâce à Jraidi. La défense des Militaires est solide et résiste aux bonnes entrées de Sabastine et Edidiong côté nigérian. L'AS FAR se qualifie donc pour la finale 1-0. Dans l'autre demie, les Simba Queens tentent de renverser les Mamelodi Sundowns, qui s'en remettent à leur star leothane Boitumelo Rabale pour inscrire le seul but de la rencontre. La finale oppose donc les clubs marocain et sud-africain, dans une forme de revanche de la finale de la CAN quelques semaines auparavant, qui avait vu l'Afrique du Sud battre le Maroc, déjà sur le sol marocain.
Les Bayelsa Queens s'imposent par la plus petite des marges pour décrocher la troisième place, meilleur résultat pour un club nigérian dans la compétition. Dans un stade Moulay-Abdallah très largement acquis à sa cause, puisque c'est leur enceinte habituelle, l'AS FAR met la pression d'entrée sur les Mamelodi Sundowns. Les tenantes du titre sont pénalisées par leur indiscipline, encaissant un penalty dès la 16e minute, puis deux cartons rouges. À 9 contre 11 depuis la 52e minute, les Sud-Africaines encaissent un deuxième but dans la foulée, puis craquent en fin de match et encaissent deux nouveaux buts. Ibtissam Jraidi inscrit un triplé et devient la meilleure buteuse de l'histoire de la compétition. L'AS FAR succède donc au palmarès à ses adversaires du soir.

### Résultats

#### Poule A
| Rang | Équipe          | Pts | J | G | N | P | Bp | Bc | Diff |  | Résultats       |  |     |     |     |
| ---- | --------------- | --- | - | - | - | - | -- | -- | ---- |  | --------------- |  | --- | --- | --- |
| 1    | AS FAR          | 9   | 3 | 3 | 0 | 0 | 5  | 1  | +4   |  | AS FAR          |  | 1-0 | 2-1 | 2-0 |
| 2    | Simba Queens    | 6   | 3 | 2 | 0 | 1 | 4  | 1  | +3   |  | Simba Queens    |  |     | 2-0 | 2-0 |
| 3    | Green Buffaloes | 3   | 3 | 1 | 0 | 2 | 5  | 4  | +1   |  | Green Buffaloes |  |     |     | 4-0 |
| 4    | Determine Girls | 0   | 3 | 0 | 0 | 3 | 0  | 8  | -8   |  | Determine Girls |  |     |     |     |

#### Poule B
| Rang | Équipe            | Pts | J | G | N | P | Bp | Bc | Diff |  | Résultats         |  |     |     |     |
| ---- | ----------------- | --- | - | - | - | - | -- | -- | ---- |  | ----------------- |  | --- | --- | --- |
| 1    | Mamelodi Sundowns | 9   | 3 | 3 | 0 | 0 | 11 | 1  | +10  |  | Mamelodi Sundowns |  | 2-1 | 4-0 | 5-0 |
| 2    | Bayelsa Queens    | 6   | 3 | 2 | 0 | 1 | 6  | 2  | +4   |  | Bayelsa Queens    |  |     | 2-0 | 3-0 |
| 3    | TP Mazembe        | 3   | 3 | 1 | 0 | 2 | 1  | 6  | -5   |  | TP Mazembe        |  |     |     | 1-0 |
| 4    | Wadi Degla SC     | 0   | 3 | 0 | 0 | 3 | 0  | 9  | -9   |  | Wadi Degla SC     |  |     |     |     |

#### Phase à élimination directe
|  | Demi-finales     | Demi-finales      | Demi-finales      | Demi-finales      |                               |        | Finale           | Finale           | Finale           | Finale           |
|  |                  |                   |                   |                   |                               |        |                  |                  |                  |                  |
|  | 9 novembre 2022  | 9 novembre 2022   | 9 novembre 2022   | 9 novembre 2022   |                               |        | 13 novembre 2022 | 13 novembre 2022 | 13 novembre 2022 | 13 novembre 2022 |
|  | 1er A            | AS FAR            | 1                 | 1                 |                               |        | 13 novembre 2022 | 13 novembre 2022 | 13 novembre 2022 | 13 novembre 2022 |
|  | 1er A            | AS FAR            | 1                 | 1                 |                               |        | 13 novembre 2022 | 13 novembre 2022 | 13 novembre 2022 | 13 novembre 2022 |
|  | 2e B             | Bayelsa Queens    | 0                 | 0                 |                               |        | 13 novembre 2022 | 13 novembre 2022 | 13 novembre 2022 | 13 novembre 2022 |
|  | 2e B             | Bayelsa Queens    | 0                 | 0                 | AS FAR                        | AS FAR | 4                | 4                |                  |                  |
|  | 9 novembre 2022  |                   |                   |                   | AS FAR                        | AS FAR | 4                | 4                |                  |                  |
|  |                  |                   | Mamelodi Sundowns | Mamelodi Sundowns | 0                             | 0      |                  |                  |                  |                  |
|  | 1er B            | Mamelodi Sundowns | Mamelodi Sundowns | Mamelodi Sundowns | 0                             | 0      | 1                | 1                |                  |                  |
|  | 1er B            | Mamelodi Sundowns |                   |                   |                               |        |                  | 1                |                  |                  |
|  | 2e A             | Simba Queens      | 0                 | 0                 |                               |        |                  |                  |                  |                  |
|  | 2e A             | Simba Queens      | 0                 | 0                 | Match pour la troisième place |        |                  |                  |                  |                  |
|  |                  |                   |                   |                   |                               |        |                  |                  |                  |                  |
|  | 12 novembre 2022 |                   |                   |                   |                               |        |                  |                  |                  |                  |
|  | Bayelsa Queens   | Bayelsa Queens    | 1                 | 1                 |                               |        |                  |                  |                  |                  |
|  | Bayelsa Queens   | Bayelsa Queens    | 1                 | 1                 |                               |        |                  |                  |                  |                  |
|  | Simba Queens     | Simba Queens      | 0                 | 0                 |                               |        |                  |                  |                  |                  |
|  | Simba Queens     | Simba Queens      | 0                 | 0                 |                               |        |                  |                  |                  |                  |

| Demi-finale             | Mamelodi Sundowns                        | 1 – 0   | Simba Queens                       | Stade Moulay Hassan, Rabat       |                                  |
| 9 novembre 2022 17h GMT | (Kgadiete ) Rabale 76e                   | (0 - 0) |                                    | Arbitrage : Shahenda El Maghribi | Arbitrage : Shahenda El Maghribi |
| 9 novembre 2022 17h GMT | Mthandi 64e · Nhlapo 70e · Dlamini 90+5e | Rapport | 18e Ngoyi · 26e Issa · 30e Clement | Arbitrage : Shahenda El Maghribi | Arbitrage : Shahenda El Maghribi |

| Demi-finale             | AS FAR                                                      | 1 – 0   | Bayelsa Queens | Stade Moulay Hassan, Rabat   |                              |
| 9 novembre 2022 20h GMT | (Tagnaout ) Jraidi 27e                                      | (1 - 0) |                | Arbitrage : Shamirah Nabadda | Arbitrage : Shamirah Nabadda |
| 9 novembre 2022 20h GMT | Boukhami 58e · Ahmamou 79e · Tagnaout 88e · Er-Rmichi 90+3e | Rapport | 73e Aderemi    | Arbitrage : Shamirah Nabadda | Arbitrage : Shamirah Nabadda |

| Match pour la 3e place   | Bayelsa Queens          | 1 – 0   | Simba Queens           | Stade Moulay Hassan, Rabat            |                                       |
| 12 novembre 2022 20h GMT | Sunday 70e              | (0 - 0) |                        | Arbitrage : Antsino Twanyanyukwa (de) | Arbitrage : Antsino Twanyanyukwa (de) |
| 12 novembre 2022 20h GMT | Aderemi 5e · Kasali 44e | Rapport | 29e Mayala · 88e Ngoyi | Arbitrage : Antsino Twanyanyukwa (de) | Arbitrage : Antsino Twanyanyukwa (de) |

| Finale                   | AS FAR                                                                               | 4 – 0   | Mamelodi Sundowns                                            | Complexe sportif Moulay-Abdallah, Rabat |                                       |
| 13 novembre 2022 20h GMT | Tagnaout 15e (pen.) · (Tagnaout ) Jraidi 54e · (Tagnaout ) Jraidi 87e · Jraidi 90+1e | (1 - 0) |                                                              | Arbitrage : Vincentia Enyonam Amedome   | Arbitrage : Vincentia Enyonam Amedome |
| 13 novembre 2022 20h GMT | Tagnaout 27e · Rabbah 45+1e                                                          | Rapport | 18e Kgasago · 22e, 52e Nhlapo · 34e Mulaudzi · 83e Makhuleba | Arbitrage : Vincentia Enyonam Amedome   | Arbitrage : Vincentia Enyonam Amedome |

### Statistiques individuelles
|     | Joueuse              | Club              | Buts |
| --- | -------------------- | ----------------- | ---- |
| 1.  | Ibtissam Jraidi      | AS FAR            | 6    |
| 2.  | Lelona Daweti        | Mamelodi Sundowns | 4    |
| 3.  | Boitumelo Rabale     | Mamelodi Sundowns | 3    |
| 3.  | Fatima Tagnaout      | AS FAR            | 3    |
| 5.  | Opah Clement         | Simba Queens      | 2    |
| 5.  | Mercy Itimi          | Bayelsa Queens    | 2    |
| 5.  | Melinda Kgadiete     | Mamelodi Sundowns | 2    |
| 5.  | Ireen Lungu          | Green Buffaloes   | 2    |
| 5.  | Juliet Sunday        | Bayelsa Queens    | 2    |
| 10. | Mary-Magdalene Anjor | Bayelsa Queens    | 1    |
| 10. | Hellen Chanda (en)   | Green Buffaloes   | 1    |
| 10. | Maweta Chilenga      | Green Buffaloes   | 1    |
| 10. | Asha Djafari (en)    | Simba Queens      | 1    |
| 10. | Oumaima Harcouch     | AS FAR            | 1    |
| 10. | Grace Igboamalu      | Bayelsa Queens    | 1    |
| 10. | Ogoma Joseph         | Bayelsa Queens    | 1    |
| 10. | Merveille Kanjinga   | TP Mazembe        | 1    |
| 10. | Gabonnelwe Kekana    | Mamelodi Sundowns | 1    |
| 10. | Bambanani Mbane      | Mamelodi Sundowns | 1    |
| 10. | Natasha Nanyangwe    | Green Buffaloes   | 1    |
| 10. | Zanele Nhlapo        | Mamelodi Sundowns | 1    |
| 10. | Barakat Olaiya       | Simba Queens      | 1    |

|    | Joueuse            | Club              | Passes |
| -- | ------------------ | ----------------- | ------ |
| 1. | Melinda Kgadiete   | Mamelodi Sundowns | 4      |
| 2. | Ghizlane Chhiri    | AS FAR            | 3      |
| 2. | Fatima Tagnaout    | AS FAR            | 3      |
| 4. | Ireen Lungu        | Green Buffaloes   | 2      |
| 4. | Chuene Morifi      | Mamelodi Sundowns | 2      |
| 4. | Nonhlanhla Mthandi | Mamelodi Sundowns | 2      |

### Récompenses
- Meilleure joueuse :  Fatima Tagnaout (AS FAR)
- Meilleure gardienne :  Khadija Er-Rmichi (AS FAR)
- Meilleure buteuse :  Ibtissam Jraidi (AS FAR)
- Fair-play :  Bayelsa Queens[36]

| Gardienne         | Défenseures                                             | Milieues                                        | Attaquantes                                |
| ----------------- | ------------------------------------------------------- | ----------------------------------------------- | ------------------------------------------ |
| Khadija Er-Rmichi | Glory Edet Bambanani Mbane Aziza Rabbah Ghizlane Chhiri | Fatima Tagnaout Siham Boukhami Boitumelo Rabale | Lelona Daweti Ibtissam Jraidi Opah Clement |